# Flavius Anastasius Paulus Probus Moschianus Probus Magnus

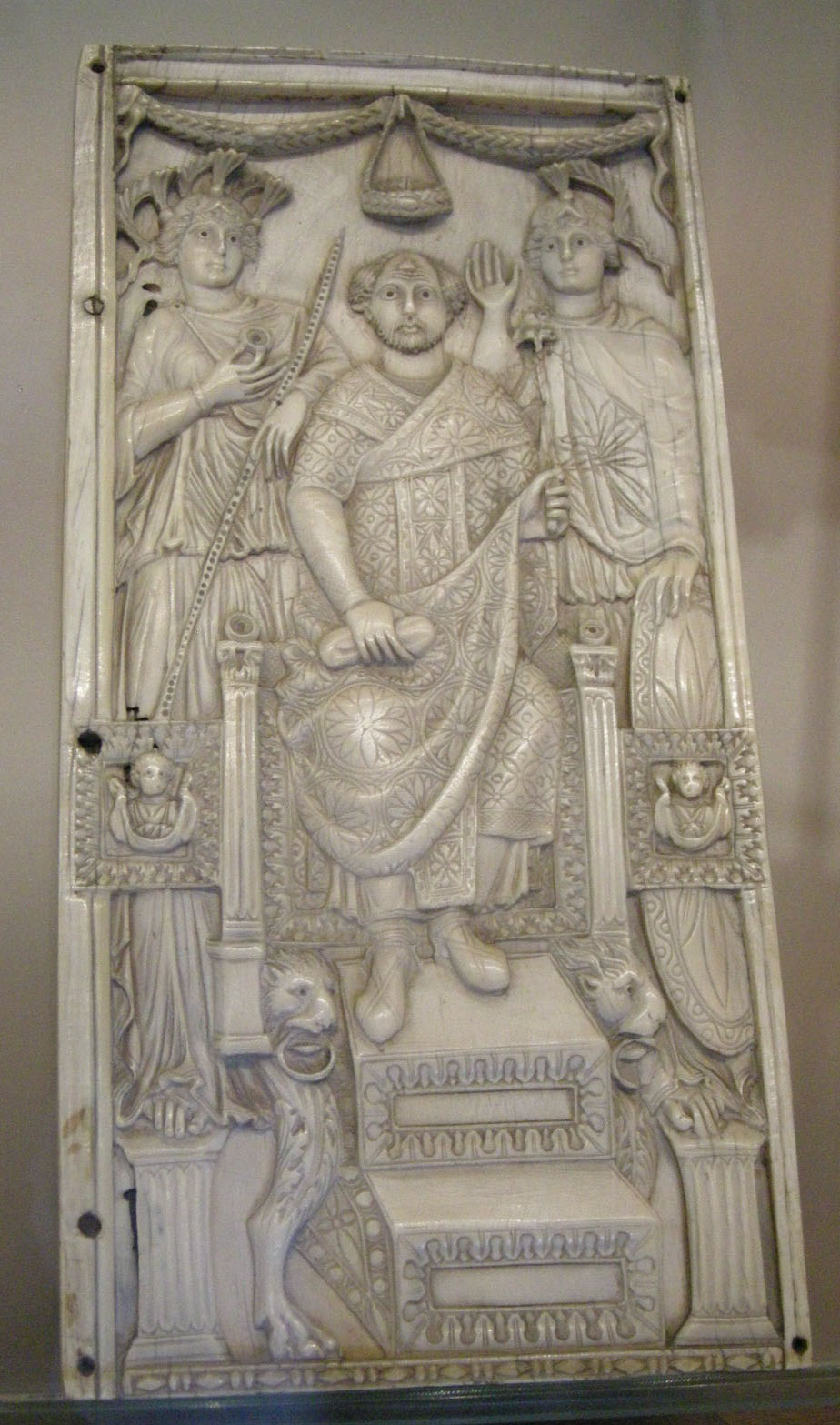
Magnus (Mitte) auf seinem Konsulardiptychon

Flavius Anastasius Paulus Probus Moschianus Probus Magnus war ein spätantiker oströmischer Politiker zu Beginn des 6. Jahrhunderts.
Magnus, der im Jahr 518 Konsul war, war ein Verwandter des Kaisers Anastasios I. und der Vater von Iuliana, die Marcellus, einen Bruder von Justin II., heiratete. Er wurde zusammen mit seinen Kindern ins Exil geschickt. Es ist möglich, dass er der Bruder des Flavius Anastasius Paulus Probus Sabinianus Pompeius Anastasius war, der 517 Konsul war, und ein Großneffe des Kaisers.